# Cordà en honor al Crist de la Bona Mort
La Cordà en honor del Crist de la Bona Mort és una cordà que es realitza a Alaquàs el dia 8 de setembre de cada any en honor del Crist de la Bona Mort. L'any 2016 en van tirar 2.000 dotzenes de coets.
Des de l'any 2010 a instància de l'Associació Amics i Amigues de la Cordà d'Alaquàs està declarada com a Festa d'Interés Turístic Provincial del País Valencià.